# خوتيكالبا
خوتيكالبا هي مدينة، في هندوراس، تقع في إدارة أولانشو، بلغ عدد سكانها 33,260 نسمة.

## أعلام
- كليمنتينا سواريز
- فرانسيسكو برتراند
- فرانسيسكو زيلايا
- لويس غاريدو
- مانويل بونيلا